# Sant Climent de Fórnols
Sant Climent de Fórnols és una església del municipi de la Vansa i Fórnols protegida com a bé cultural d'interès local.

## Descripció
Edifici religiós d'una nau rectangular. Construcció rústega de pedres unides amb fang. Porta adovellada a una motllura ben treballada, al seu damunt un ull de bou, campanar de base quadrada que ocupa la meitat del frontis. Té quatre finestres de mig punt. Hi ha una inscripció que indica l'any 1752 o 1762 possible data de construcció.

## Història
El primer esment del lloc de Fórnols conegut fa referència al seu castell, quan Galceran III de Pinós, en el seu testament del 1277, deixava al seu fill Galceran tota la vall de "Lavança", amb el castell de "Fornuls". Al segle xiii, i possiblement també al XIV, el castell de Fórnols formava part de la baronia de Pinós. Tanmateix en el fogatge del segle xvi, i fins a la desaparició de les senyories al segle xix, Fórnols del Cadí apareix vinculat al capítol de la Seu d'Urgell.
La parròquia de Fórnols és inclosa al deganat de la vall de Lord en la relació de dècimes del 1279 i del 1280, mentre que en el llibre de la dècima de la diòcesi d'Urgell del 1391 pertanyia al deganat d'Urgellet. L'any 1335 n'era rector Ramon Pintor.
L'església de Sant Climent és, actualment, dependent de la parròquia d'Adraén i tradicionalment havia tingut com a sufragània Sant Pere de Cornellana.